# Mistrzostwa Europy w Koszykówce Kobiet 2019
Mistrzostwa Europy w Koszykówce Kobiet 2019 (powszechnie nazywane także EuroBasket Women 2019) były 37. edycją kontynentalnego turnieju w koszykówce kobiet, organizowaną przez FIBA Europa. Turniej był rozgrywany w dwóch państwach, na Łotwie i w Serbii w dniach 27 czerwca–7 lipca 2019 roku. Zwyciężczyniami turnieju zostały reprezentantki Hiszpanii, które w meczu finałowym pokonały Francuzki 86:66. Trzecie miejsce zajęły Serbki, które wygrały z Brytyjkami 81:55.

## Hale
| Belgrad                          | Nisz                                  |
| -------------------------------- | ------------------------------------- |
| Štark Arena Pojemność: 18 386    | Centrum Sportowe Čair Pojemność: 4800 |
|                                  |                                       |
| Zrenjanin                        | Ryga                                  |
| Kryształowa Hala Pojemność: 2800 | Arēna Rīga Pojemność: 11 200          |
|                                  |                                       |

## Kwalifikacje

### Zakwalifikowane drużyny
| Kraj            | Zakwalifikowany jako                                     | Data kwalifikacji | Ostatni występ | Najlepszy wynik                | Miejsce w rankingu |
| --------------- | -------------------------------------------------------- | ----------------- | -------------- | ------------------------------ | ------------------ |
| Serbia          | Gospodarz                                                | 24 czerwca 2017   | 2017           | Mistrzostwo (2015)             | 8                  |
| Łotwa           | Gospodarz                                                | 24 czerwca 2017   | 2017           | 4 miejsce (2007)               | 24                 |
| Turcja          | Zwycięzca kwalifikacji w grupie B                        | 17 listopada 2018 | 2017           | II miejsce (2011)              | 6                  |
| Rosja           | Zwycięzca kwalifikacji w grupie C                        | 17 listopada 2018 | 2017           | Mistrzostwo (2003, 2007, 2011) | 11                 |
| Słowenia        | 6 najlepszych zespołów z drugich miejsc w kwalifikacjach | 17 listopada 2018 | 2017           | 14 miejsce (2007)              | 63                 |
| Hiszpania       | Zwycięzca kwalifikacji w grupie F                        | 17 listopada 2018 | 2017           | Mistrzostwo (1993, 2013, 2017) | 2                  |
| Czechy          | Zwycięzca kwalifikacji w grupie G                        | 17 listopada 2018 | 2017           | Mistrzostwo (2005)             | 12                 |
| Białoruś        | 6 najlepszych zespołów z drugich miejsc w kwalifikacjach | 21 listopada 2018 | 2017           | III miejsce (2007)             | 13                 |
| Czarnogóra      | Zwycięzca kwalifikacji w grupie A                        | 21 listopada 2018 | 2017           | 6 miejsce (2011)               | 26                 |
| Wielka Brytania | Zwycięzca kwalifikacji w grupie D                        | 21 listopada 2018 | 2015           | 9 miejsce (2013, 2015)         | 25                 |
| Belgia          | 6 najlepszych zespołów z drugich miejsc w kwalifikacjach | 21 listopada 2018 | 2017           | III miejsce (2017)             | 16                 |
| Włochy          | Zwycięzca kwalifikacji w grupie H                        | 21 listopada 2018 | 2017           | Mistrzostwo (1938)             | 31                 |
| Francja         | Zwycięzca kwalifikacji w grupie E                        | 21 listopada 2018 | 2017           | Mistrzostwo (2001, 2009)       | 4                  |
| Węgry           | 6 najlepszych zespołów z drugich miejsc w kwalifikacjach | 21 listopada 2018 | 2017           | II miejsce (1950, 1956)        | 50                 |
| Ukraina         | 6 najlepszych zespołów z drugich miejsc w kwalifikacjach | 21 listopada 2018 | 2017           | Mistrzostwo (1995)             | 38                 |
| Szwecja         | 6 najlepszych zespołów z drugich miejsc w kwalifikacjach | 21 listopada 2018 | 2015           | 7 miejsce (1987, 2013)         | 41                 |

## Losowanie
Finałowe losowanie odbyło się 12 grudnia 2018 r. w Belgradzie w Serbii. Maskotki Pick and Roll pojawiły się po raz pierwszy w losowaniu.

### Koszyki
Oficjalne zasady losowania koszyków zostały ustanowione 10 grudnia 2018 r.
| Koszyk 1                       | Koszyk 2                   | Koszyk 3                        | Koszyk 4                                  |
| ------------------------------ | -------------------------- | ------------------------------- | ----------------------------------------- |
| Francja Hiszpania Rosja Turcja | Belgia Łotwa Włochy Czechy | Serbia Ukraina Węgry Czarnogóra | Słowenia Białoruś Wielka Brytania Szwecja |

## Składy
W składach wszystkich zespołów znajduje się po 12 graczy

## Pierwsza runda
Harmonogram potwierdzono 13 lutego 2019 r.

### Grupa A
| Poz | Zespół          | Mecze | W | P | Punkty zdobyte | Punkty stracone | +/- | Punkty | Kwalifikacja                  |
| --- | --------------- | ----- | - | - | -------------- | --------------- | --- | ------ | ----------------------------- |
| 1   | Hiszpania       | 3     | 3 | 0 | 221            | 192             | +29 | 6      | Ćwierćfinały                  |
| 2   | Wielka Brytania | 3     | 2 | 1 | 201            | 181             | +20 | 5      | Kwalifikacje do ćwierćfinałów |
| 3   | Łotwa (G)       | 3     | 1 | 2 | 198            | 207             | − 9 | 4      | Kwalifikacje do ćwierćfinałów |
| 4   | Ukraina         | 3     | 0 | 3 | 205            | 245             | -40 | 3      |                               |

| 27 czerwca 2019 r |  |       |  |                 |  |
| Wielka Brytania   |  | 74-60 |  | Łotwa           |  |
| Ukraina           |  | 77-95 |  | Hiszpania       |  |
| 28 czerwca 2019 r |  |       |  |                 |  |
| Łotwa             |  | 82-74 |  | Ukraina         |  |
| Hiszpania         |  | 67-59 |  | Wielka Brytania |  |
| 30 czerwca 2019 r |  |       |  |                 |  |
| Ukraina           |  | 54-68 |  | Wielka Brytania |  |
| Łotwa             |  | 56-59 |  | Hiszpania       |  |

### Grupa B
| Poz | Zespół     | Mecze | W | P | Punkty zdobyte | Punkty stracone | +/- | Punkty | Kwalifikacja                  |
| --- | ---------- | ----- | - | - | -------------- | --------------- | --- | ------ | ----------------------------- |
| 1   | Francja    | 3     | 3 | 0 | 233            | 179             | +54 | 6      | Ćwierćfinały                  |
| 2   | Szwecja    | 3     | 1 | 2 | 196            | 193             | +3  | 4      | Kwalifikacje do ćwierćfinałów |
| 3   | Czarnogóra | 3     | 1 | 2 | 174            | 212             | -38 | 4      | Kwalifikacje do ćwierćfinałów |
| 4   | Czechy     | 3     | 1 | 2 | 189            | 208             | -19 | 4      |                               |

| 27 czerwca 2019 r |  |       |  |            |  |
| Szwecja           |  | 67-51 |  | Czarnogóra |  |
| Francja           |  | 74-61 |  | Czechy     |  |
| 28 czerwca 2019 r |  |       |  |            |  |
| Czechy            |  | 71-64 |  | Szwecja    |  |
| Czarnogóra        |  | 53-88 |  | Francja    |  |
| 30 czerwca 2019 r |  |       |  |            |  |
| Czechy            |  | 57-70 |  | Czarnogóra |  |
| Szwecja           |  | 65-71 |  | Francja    |  |

### Grupa C
| Poz | Zespół   | Mecze | W | P | Punkty zdobyte | Punkty stracone | +/- | Punkty | Kwalifikacja                  |
| --- | -------- | ----- | - | - | -------------- | --------------- | --- | ------ | ----------------------------- |
| 1   | Węgry    | 3     | 2 | 1 | 205            | 194             | +11 | 5      | Ćwierćfinały                  |
| 2   | Włochy   | 3     | 2 | 1 | 183            | 170             | +13 | 5      | Kwalifikacje do ćwierćfinałów |
| 3   | Słowenia | 3     | 1 | 2 | 203            | 218             | -15 | 4      | Kwalifikacje do ćwierćfinałów |
| 4   | Turcja   | 3     | 1 | 2 | 168            | 177             | − 9 | 4      |                               |

| 27 czerwca 2019 r |  |       |  |          |  |
| Węgry             |  | 88-84 |  | Słowenia |  |
| Turcja            |  | 54-57 |  | Włochy   |  |
| 28 czerwca 2019 r |  |       |  |          |  |
| Słowenia          |  | 62-55 |  | Turcja   |  |
| Włochy            |  | 51-59 |  | Węgry    |  |
| 30 czerwca 2019 r |  |       |  |          |  |
| Węgry             |  | 58-59 |  | Turcja   |  |
| Włochy            |  | 75-57 |  | Słowenia |  |

### Grupa D
| Poz | Zespół     | M | W | P | Punkty zdobyte | Punkty stracone | +/- | Punkty | Kwalifikacja                  |
| --- | ---------- | - | - | - | -------------- | --------------- | --- | ------ | ----------------------------- |
| 1   | Serbia (G) | 3 | 3 | 0 | 202            | 182             | +20 | 6      | Ćwierćfinały                  |
| 2   | Belgia     | 3 | 1 | 2 | 194            | 193             | +1  | 4      | Kwalifikacje do ćwierćfinałów |
| 3   | Rosja      | 3 | 1 | 2 | 193            | 206             | -13 | 4      | Kwalifikacje do ćwierćfinałów |
| 4   | Białoruś   | 3 | 1 | 2 | 184            | 192             | − 8 | 4      |                               |

| 27 czerwca 2019 r |  |       |  |          |  |
| Rosja             |  | 54-67 |  | Belgia   |  |
| Białoruś          |  | 53-55 |  | Serbia   |  |
| 28 czerwca 2019 r |  |       |  |          |  |
| Belgia            |  | 61-69 |  | Białoruś |  |
| Serbia            |  | 77-63 |  | Rosja    |  |
| 30 czerwca 2019 r |  |       |  |          |  |
| Białoruś          |  | 62-76 |  | Rosja    |  |
| Belgia            |  | 66-70 |  | Serbia   |  |

## Runda finałowa
Kwalifikacje do ćwierćfinałów
| Włochy | Włochy | Włochy | Włochy | 54 |
| Rosja  | Rosja  | Rosja  | Rosja  | 63 |

| Szwecja | Szwecja | Szwecja | Szwecja | 77 |
| Łotwa   | Łotwa   | Łotwa   | Łotwa   | 62 |

| Belgia   | Belgia   | Belgia   | Belgia   | 72 |
| Słowenia | Słowenia | Słowenia | Słowenia | 67 |

| Wielka Brytania | Wielka Brytania | Wielka Brytania | Wielka Brytania | 92 |
| Czarnogóra      | Czarnogóra      | Czarnogóra      | Czarnogóra      | 71 |

Ćwierćfinały
| Hiszpania | Hiszpania | Hiszpania | Hiszpania | 78 |
| Rosja     | Rosja     | Rosja     | Rosja     | 54 |

| Serbia  | Serbia  | Serbia  | Serbia  | 87 |
| Szwecja | Szwecja | Szwecja | Szwecja | 49 |

| Francja dogr. | Francja dogr. | Francja dogr. | Francja dogr. | 84 |
| Belgia        | Belgia        | Belgia        | Belgia        | 80 |

| Węgry           | Węgry           | Węgry           | Węgry           | 59 |
| Wielka Brytania | Wielka Brytania | Wielka Brytania | Wielka Brytania | 62 |

Mecze o miejsca 5-8
| Belgia | 72 |
| Węgry  | 56 |

| Rosja   | 52 |
| Szwecja | 57 |

Półfinały
| Francja         | Francja         | Francja         | Francja         | 63 |
| Wielka Brytania | Wielka Brytania | Wielka Brytania | Wielka Brytania | 56 |

| Hiszpania | Hiszpania | Hiszpania | Hiszpania | 71 |
| Serbia    | Serbia    | Serbia    | Serbia    | 66 |

Mecz o trzecie miejsce

| Serbia          | 81 |
| Wielka Brytania | 55 |

Finał
| Hiszpania | 86 |
| Francja   | 66 |